# Huabeisaurus
Genre
Espèce

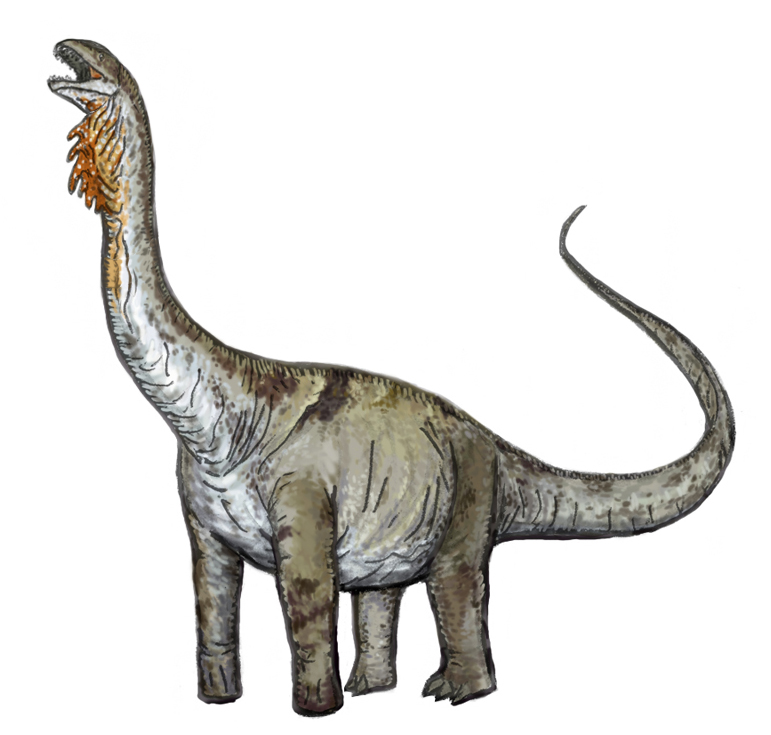
Restauration.

Huabeisaurus (signifiant « lézard du nord de la Chine) est un genre de dinosaure sauropode du Crétacé supérieur retrouvé dans des strates allant du Cénomanien au Campanien. L'espèce-type, Huabeisaurus allocotus, a été décrite pour la première fois en 2000 par Pang Qiqing et Cheng Zhengwu.
Huabeisaurus est constitué de plusieurs fossiles de dents, de membres et de vertèbres trouvés au cours des années 1990 à Houyu, Kangdailiang, Zhaojiagou et Xian de Tianzhen, dans la formation géologique Huiquanpu (en) de la province de Shanxi. Il est l'un des taxons de sauropodes asiatiques les plus détaillés.
L'Huabeisaurus est estimé à 20 mètres de long et 5 mètres de haut par Pang et Cheng. Ces derniers ont créé la famille  Huabeisauridae (en) à partir de ce genre.